# Оденвальд (район)
О́денвальд (нем. Odenwaldkreis) — район в Германии. 
Центр района — город Эрбах. Район входит в землю Гессен. Подчинён административному округу Дармштадт. Занимает площадь 624 км². Население — 97,2 тыс. чел. (2010). Плотность населения — 156 человек/км².
Официальный код района — 06 4 37.
Район подразделяется на 15 общин.

## Города и общины
1. Михельштадт (28 629)
2. Эрбах (13 341)
3. Хёкст (9662)
4. Бад-Кёниг (9336)
5. Райхельсхайм (8753)
6. Бройберг (7269)
7. Лютцельбах (7048)
8. Берфельден (6600)
9. Бренсбах (5187)
10. Бромбахталь (3680)
11. Френкиш-Крумбах (3271)
12. Моссауталь (2549)
13. Ротенберг (2381)
14. Зенсбахталь (989)
15. Хессенек (626)

(30 июня 2010)